# 勝本港
勝本港（かつもとこう）は、長崎県壱岐市勝本町にある地方港湾。港湾管理者は長崎県。

## 概要
壱岐の北端にある港湾で、正村湾を中心に広がっており、湾口には辰ノ島、若宮島、名鳥島の三つの島があり、天然の良港となっている。
江戸時代には朝鮮通信使の寄港地となり、1607年（慶長12年）から1811年（文化8年）までの約200年間に往路11回・復路8回、当港に入港した。当時の正村湾は水深が浅く本船が係船できないため、上陸の際は和船を通船としたという。松浦藩は1680年（延宝8年）に沿岸警備のため、警察署・裁判所・役場などの機能を兼ねた押役所を当港に設置、若宮島には遠見番所が置かれ、武士が配置されていた。1777年（安永6年）には南京船が入港、1849年（嘉永2年）以降は異国船が度々現れ、港は騒然となった。
1894年に深川汽船の「若津丸」が博多 - 勝本航路に就航して汽船が初入港したが欠航が多く、航路が安定的に運航されるのは1923年に対馬商船（後の九州郵船）「睦丸」が就航した後であった。当時は接岸施設がなく、はしけ（団平船）で中継して乗下船を行っていた。1933年に鵜ノ瀬防波堤が整備された後、1936年に岸壁の建設が計画されたが、自己資金が集まらず太平洋戦争の影響もあり、完成は戦後の1949年となった。1964年の海岸通りの完成後、防波堤の整備、港内の浚渫、中央突堤の建設、外港の建設などが順次行われ、現在の港湾施設が整備された。その後も九州郵船の博多 - 壱岐・対馬航路が寄港していたが、使用船舶の大型化により、大型船に対応できない当港への寄港は1975年ごろに中止となった。
2015年度の発着数は27,698隻（293,169総トン）、利用客数は32,742人（乗込人員16,371人、上陸人員16,371人）である。

## 航路
勝本町漁業協同組合が海水浴場のある辰ノ島への渡船および遊覧船を運航している。

### 勝本町漁業協同組合
- 辰の島渡船
- 島めぐり遊覧

3月から10月までの季節運航、辰の島渡船は夏期（7月・8月）は30分間隔で運航される。